# Marine Petit
 (août 2011).
Si vous disposez d'ouvrages ou d'articles de référence ou si vous connaissez des sites web de qualité traitant du thème abordé ici, merci de compléter l'article en donnant les références utiles à sa vérifiabilité et en les liant à la section « Notes et références ».
Pour les articles homonymes, voir Petit.
Marine Petit, née le 15 novembre 1992 à Saint-Vallier (Saône-et-Loire), est une gymnaste artistique française.

## Biographie
Surnommée « Mimi » ou « Mimoune », Marine Petit est la fille d'un père gymnaste. Elle commence la gymnastique à l'âge de 6 ans au club de l'Union Gymnique Dijon. Détectée très tôt par Pascaline Gautherot, Marine Petit intègre le pôle espoir de Dijon et le club de DN1 l'Alliance Dijon Gym 21. À l'âge de 14 ans, elle est repérée par l'équipe de France et part s’entraîner à l'INSEP à Paris. En 2006, Marine Petit connaît sa première grande compétition internationale en participant aux Championnats d'Europe Juniors. En 2007, elle s’entraîne désormais 25 à 30 heures par semaine. Elle participe aux Championnats du monde et se qualifie avec la France pour les Jeux olympiques de Pékin grâce à une place en finale au concours général par équipes. Lors de ces championnats, Marine Petit se qualifie aussi pour la finale individuelle du concours général. En 2008, elle participe au championnat d'Europe Seniors et crée la surprise puisque, pour la première fois de l'histoire de la gymnastique française, la France monte sur le podium lors de la finale par équipe avec la 3e place. La jeune gymnaste est qualifiée pour la finale individuelle au sol où elle prend la 4e place. 
Quelques mois plus tard, elle est sacrée vice-championne de France et est retenue pour participer aux Jeux olympiques de Pékin alors qu'elle n'a que 15 ans. Aux Jeux olympiques, Marine Petit se qualifie avec l'équipe pour la finale par équipe ainsi que pour la finale individuelle du concours général où elle prend la 19e place à cause d'une chute à la poutre. Après les Jeux, l'INSEP étant en rénovation, Marine Petit décide, après de longues hésitations, de partir s’entraîner au pôle espoir de Créteil. 
En 2009, elle participe aux championnats d'Europe à Milan ; elle termine 7e du concours général individuel et 4e à la poutre. La même année, elle est sacrée championne de France et participe aux Jeux méditerranéens où elle remporte l'or au concours par équipe. 
En 2010, blessée à l'épaule et contrainte de se faire opérer, Marine Petit décide de mettre sa carrière sportive entre parenthèses et de se consacrer à ses études, en l'occurrence à l'obtention de son Bac S, qu'elle finira par réussir. En octobre 2010, elle signe son retour avec les championnats du Monde, où l'équipe de France ne parvient pas à se qualifier en finale.
En 2011, Marine Petit part en stage au Texas et participe à la compétition de la WOGA Classic (en) où elle termine 1re de sa catégorie 17 ans et +. En avril 2011, elle participe aux championnats d'Europe de Berlin, engagée seulement sur deux agrès : la poutre et le sol. En mai 2011, Marine Petit n'étant pourtant pas favorite, elle est sacrée de nouveau championne de France, non seulement au concours général mais aussi à la poutre, son agrès de prédilection, et au sol.
En septembre 2011, à trois semaines des championnats du monde qualificatifs pour les Jeux olympiques de Londres, Marine Petit se blesse au genou et est contrainte de déclarer forfait. Elle met alors un terme à sa carrière de sportive de haut niveau.
Elle est aujourd’hui recruteuse à l’école de guerre économique pour plusieurs masters.